# Chołodnyj Klucz (rejon kujurgaziński)
Chołodnyj Klucz (ros. Холодный Ключ) – wieś (dieriewnia) w Rosji, w Baszkortostanie, w rejonie kujurgazińskim. W 2021 liczyła 251 mieszkańców.